# Ténenkou (krets)
Tenenkou Cercle är en krets i Mali.   Den ligger i regionen Mopti, i den centrala delen av landet, 400 km nordost om huvudstaden Bamako. Antalet invånare är 163 641. Arean är 11 297 kvadratkilometer.
Terrängen i Tenenkou Cercle är mycket platt.